# 消音室

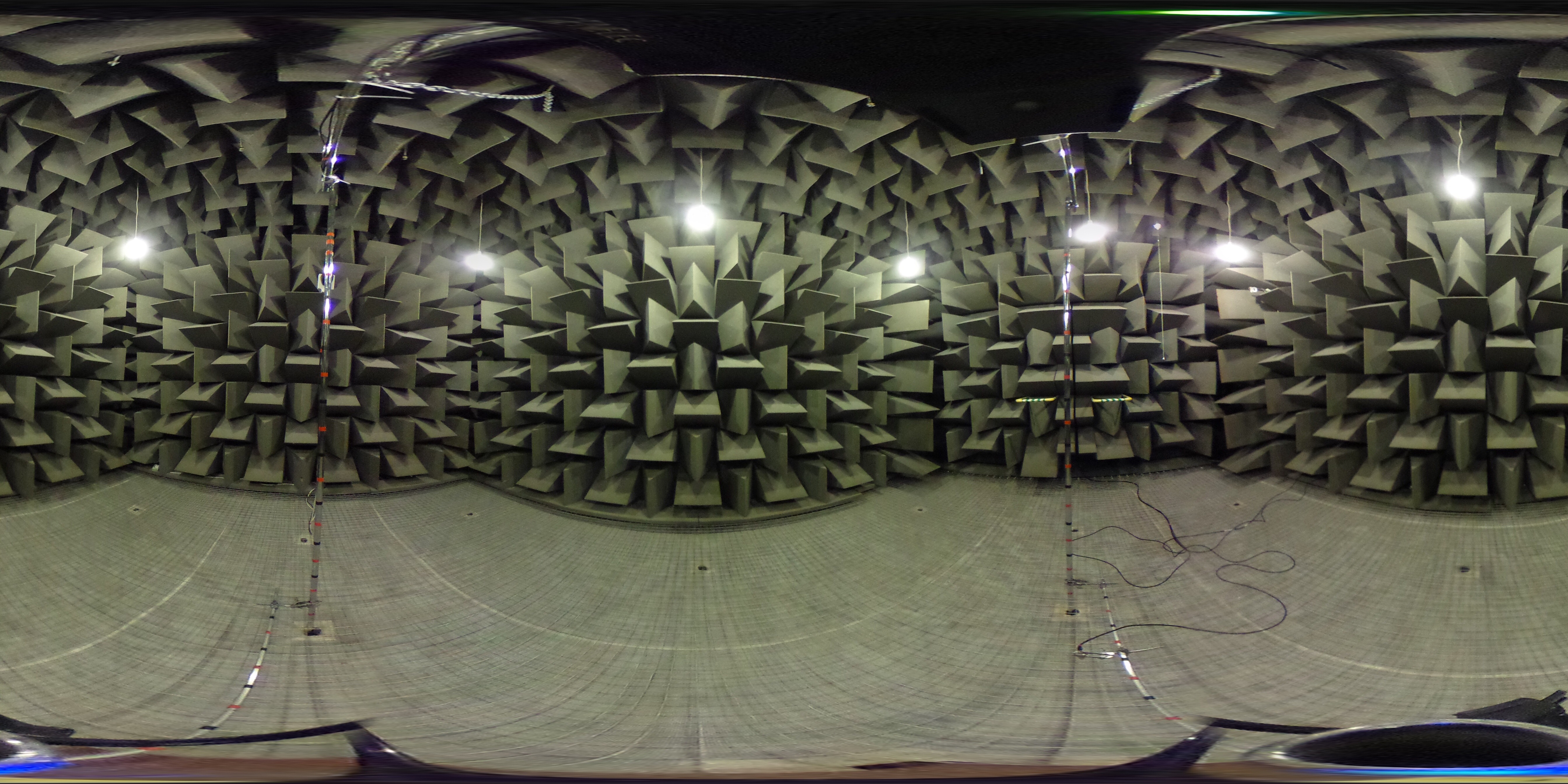
消音室的360度图像

消音室或稱消聲室、無響室，是指一種把內部聲音反射和外部的雜音減到最小的聲學實驗室，外部雜音是靠建築本身以及厚實的磚石牆和消音室裡通風管道中的消音器消除的（即使是消音室也要有讓空氣流動的出口，否則會危害到裡面工作人員的健康）。則室表內面用毯狀或製成水平和垂直的楔形吸聲材料覆蓋，讓聲音反射減小到一千分之一。消音室主要的目的是模擬自由空間無障礙的聲學條件。